# 新竹氣象站
新竹氣象站是位於臺灣新竹縣竹北市的一個氣象站，隸屬交通部中央氣象署三等氣象站，按三等氣象站標準作業，每日定時觀測。觀測後，將觀測資料編譯電碼，藉自動觀測系統傳輸至中央氣象署，所有觀測所得資料予以統計並填送月報表，且永久保存。

## 歷史

### 緣起
1935年4月21日清晨，新竹至臺中地區發生規模7.1的大地震，造成嚴重災情。
|  |  |

當時的臺灣總督府為了建立完整的地震監測系統，於昭和十二年（1937年）4月因應新竹地區曾發生大地震並考量設立完整地震觀測所之重要性，成立並命名為「台灣總督府測候所新竹觀測所」。

### 變遷
- 1938年1月13日，辦公廳舍建築竣工，陸續安裝各種氣象觀測儀器及地震監測儀，和無線電通訊設備。[4]
- 1938年6月，正式開始執行氣象觀測業務。[3]
- 1938年8月，更名為新竹測候所。[3]
- 1945年10月25日，中華民國接管臺灣，臺灣省氣象局隨即成立，本站再度改稱為臺灣省氣象局新竹測候所，隸屬於臺灣省政府交通處。
- 1948年1月，臺灣省氣象局改制為臺省氣象所，全銜改為臺灣省氣象所新竹測候所。
- 1965年9月1日，上級機關再改制為臺灣省氣象局，全銜仍為臺灣省氣象局新竹測候所。
- 1971年7月1日，臺灣省氣象局恢復建制為中央氣象局改隸交通部，本站跟隨改稱為中央氣象局新竹測候所。
- 1977年7月1日，正式改制為中央氣象局新竹氣象測站。
- 1989年8月1日，依中央氣象局附屬測報機構通則，全銜更為交通部中央氣象局新竹氣象站[5]。
- 1991年7月1日，因受附近電台電波的干擾，奉准遷站於新竹縣治所在竹北。
- 2023年9月改制更名為「交通部中央氣象署新竹氣象站」。

## 編制
新竹氣象站依據中央氣象署三等氣象站之編制，配有主任1人、職員3人，每日作業時間為上午8時30分至下午5時30分。 

## 外部連結
- 交通部中央氣象署新竹氣象站 （页面存档备份，存于）